# Союз Білоруської Молоді
Союз Білоруської Молоді (СБМ) — білоруська націоналістична організація, заснована у 1943 році.
Діяла легально, з дозволу німецької окупаційної адміністрації, на території Білорутенії. Займалась вихованням білоруської молоді у дусі білоруського патріотизму. Шефом Головного Штабу СБМ був Міхась Ганько. Головним друкованим органом організації був часопис «Живе Білорусь!». До червня 1944 року СБМ налічував у своїх лавах до декількох десятків тисяч членства. У 1944 році невелика частина членства організації емігрувала на захід. Частина есбеемівців, зокрема й очільник організації, взяли участь у подальшій антибільшовицькій боротьби на території Білорусі.